# 보일러수트

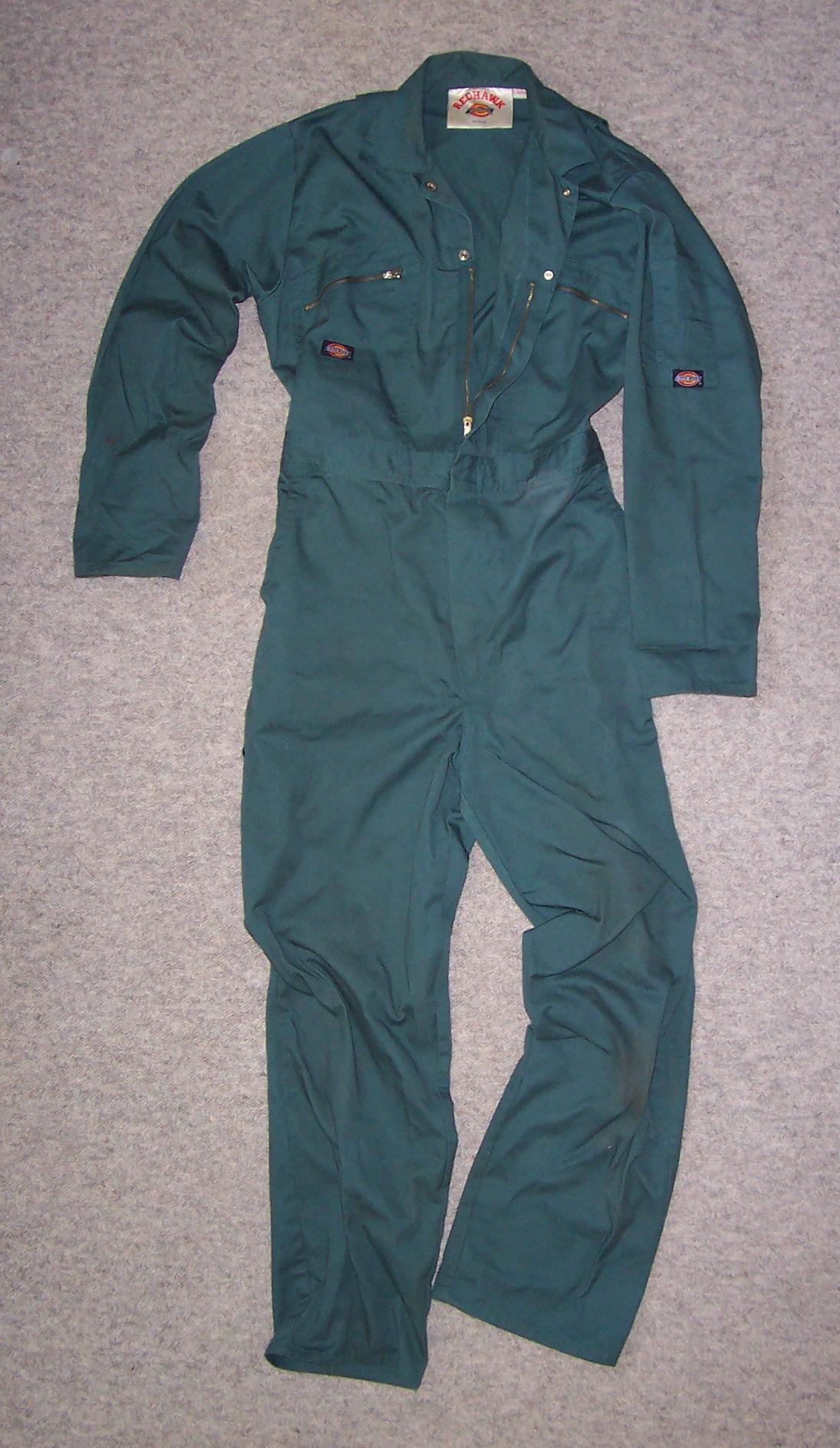

보일러수트(boilersuit) 또는 커버올(coverall)은 머리, 손, 발을 제외한 몸 전체를 덮는 헐렁한 옷이다.

## 용어
'보일러수트'라는 용어는 영국에서 가장 일반적이며, 옥스포드 영어사전의 1989년판에는 이 단어가 1928년 10월 28일 선데이 익스프레스 신문에서 처음 사용된 것으로 나열되어 있다. 의류는 일반적으로 북미 지역에서 작업복으로 알려져 있지만 전체는 다른 곳에서 사용된다. 북미에서 "overall"은 멜빵이 부착된 바지의 일종인 턱받이와 버팀대 전체로 더 일반적으로 이해된다.
보일러수트와 유사하지만 몸에 꼭 맞는 옷을 일반적으로 점프수트라고 한다. 제2차 세계 대전 당시 윈스턴 처칠(Winston Churchill)이 선호한 "사이렌 슈트"(그러나 공습이 위협이었을 때 영국의 다른 많은 사람들도 착용함)는 보일러수트와 매우 유사했다.

## 같이 보기
- 비행복